# Desmodium humifusum
Desmodium humifusum är en ärtväxtart som först beskrevs av Henry Ernest Muhlenberg, och fick sitt nu gällande namn av Günther von Mannagetta und Lërchenau Beck. Desmodium humifusum ingår i släktet Desmodium och familjen ärtväxter. Inga underarter finns listade i Catalogue of Life.